# 효정공주
효정공주(孝靖公主 또는 孝靜公主, ? ~ 1030년 음력 7월 13일)는 고려의 왕족이다. 현종과 원화왕후의 딸이다. 적경공주(積慶公主)라고도 한다.

## 생애
언제 태어났는지는 자세히 알 수 없으며, 고려의 제8대 왕 현종과 원화왕후의 장녀이다. 성은 왕, 본관은 개성이다.
효정공주의 모후 원화왕후는 성종의 딸로, 어머니는 경주 최씨 최행언의 딸인 성종의 제3비 연창궁부인이다. 원화왕후는 현종과의 사이에서 효정공주와 천수전주 등 두 딸을 낳았다.
처음에는 적경공주(積慶公主)라고 칭하였다. 공주는 1030년(현종 21년) 음력 7월 13일에 사망하였으며, 시호를 효정공주(孝靖公主 또는 孝靜公主)라고 하였다. 혼인 여부나 자녀, 매장지 등에 대한 기록은 남아있는 것이 없어 자세히 알 수 없다.

## 가족 관계
- 조부 : 추존 안종(安宗, ?~996)
- 조모 : 헌정왕후(獻貞王后, ?~992)
  - 아버지 : 제8대 현종(顯宗, 992~1031, 재위:1009~1031)
- 외조부 : 제6대 성종(成宗, 960~997, 재위: 981~997)
- 외조모 : 연창궁부인(延昌宮夫人, 생몰년 미상)
  - 어머니 : 원화왕후(元和王后, 생몰년 미상)
    - 동생 : 천수전주(天壽殿主, 생몰년 미상)